# Sportgemeinschaft Ordnungspolizei Warschau
Il Sportgemeinschaft Ordnungspolizei Warschau, meglio conosciuta come SGO Warschau, è stata una squadra di calcio tedesca, con sede a Varsavia, all'epoca città del Governatorato Generale.

## Storia
Il club è stato fondato nel 1940 a Varsavia, nel territorio noto come Governatorato Generale, istituito l'anno precedente dalle forze di occupazione nazista che avevano invaso la Polonia, come club sportivo per le forze di polizia della Ordnungspolizei ed inserito nella Gauliga Generalgouvernement.
Nella stagione 1942-1943, la squadra rimpiazzò l'LSV Adler Deblin, vincitore della Gauliga Generalgouvernement 1942-1943, come rappresentante della propria Gauliga nel torneo nazionale. Tra i giocatori più rappresentativi dello SGO si può annoverare l'ex nazionale tedesco Andreas Munkert.
Lo SGO Varsavia incontrò al primo turno il BSG DWM Posen, superandolo, mentre agli ottavi di finale affrontò i prussiani del VfB Königsberg, da cui furono eliminati. Lo SGO Varsavia è stata l'unica squadra del Governatorato Generale a superare il primo turno nella Gauliga.
Nel 1944 la squadra venne sciolta.